# René Vaněk
René Vaněk (* 31. prosince 1983 Turnov) je český spisovatel a grafik. Žije v Semilech.

## Život a dílo
Po maturitě na Gymnáziu Ivana Olbrachta v Semilech studoval biologii na České zemědělské univerzitě v Praze. Původně internetový autor, který v roce 2008 debutoval značně kontroverzní povídkovou sbírkou Nezahrada, díky které se rychle zařadil mezi uznávané tištěné autory. Na úspěch debutu navázal v roce 2011 knihou Soma Secundarium, barvitě epizodickým románem s prvky surrealismu a Sci-fi. Pracuje jako počítačový grafik a designér, mezi jeho záliby patří astronomie a teraristika.
Jedná se o prvního českého autora, jehož dílo bylo vydáno na základě publikace na takzvaných literárních serverech.

## Dílo

### Knihy
- Nezahrada, Nakladatelství MEZERA, 2008, ISBN 978-80-87148-10-5 – román
- Soma Secundarium, Nakladatelství MEZERA, 2011, ISBN 978-80-87148-07-5 – epizodický román
- Bodyportal: Kovové nebe, Nakladatelství Fantom PRINT, 2024, ISBN 978-80-7594-155-8 – román
- Bodyportal: Nadčlověk", Nakladatelství Fantom PRINT, 2025, ISBN 978-80-7594-163-3 – román

### Povídky
- Digimengele (vyšlo v antologii Ve stínu Říše, epocha, Praha 2017, ISBN 978-80-7557-083-3)

- Kerkonošský pekličko (vyšlo v časopise Pevnost č. 3, 2024)

## Ocenění
- Vaňkova kniha Soma Secundarium byla v roce 2012 nominována na literární Cenu Josefa Škvoreckého.

- Kniha "Bodyportal: Kovové nebe" byla v roce 2025 nominována na cenu Magnesia litera za fantastiku